# 神聖
在宗教中，神聖（英語：sanctity）是指某個人或某個事物，具備某些超越凡俗的特質，特別是具備與神有關的特質。這種特質會使信徒產生尊敬、敬畏的感受，或是使信徒得到特別啟示。
被認為具有神聖特質的人，通常被稱為聖人；擁有神聖特質的物體，則稱聖物。

## 字源
在英語中，神聖的（英語：sacred）這個形容詞，源自於拉丁文。

## 基督教
在基督教中，神聖意指與上帝或耶穌相關的人、事、物，基督教相信，接受基督信仰，可使一個人成為神聖。